# Methylobacteriaceae
Uma Methylobacteriaceae é uma família de bactérias dos Rhizobium (Rizóbios).
Este tipo de planta é muito importante para o desenvolvimento de vida e é mais importante ainda quando ele foi descoberto como um dos primeiros seres vivos extraterrestres.
Desta família, são pertencentes as bactérias: Meganema, Methylorubrum, Methylobacterium, Microvirga e Psychroglaciecola

## Importância para a vida
Todas as bactérias da família auxiliam no crescimento de plantas, pois além de serem inofensivas ao corpo humano, o seu habitat natural, são em raízes de leguminosas, assim elas são essenciais para o ciclo do nitrogênio, tendo em vista que elas tornam o nitrogênio absorvível para as plantas enquanto se alimentam do nitrogênio inutilizado.

## Bactéria extra-terrestre
Essas bactérias foram as primeiras a serem encontradas em constante desenvolvimento no lado de fora da ISS (Estação Espacial Internacional) em seu casco, como citado anteriormente, essas bactérias são vitais para o desenvolvimento das plantas, e se elas conseguem sobreviver fora da atmosfera terrestre, isso significa que existiria outra vida além dos seres humanos vivendo fora da atmosfera e essa vida ainda por cima ajudaria o solo no cultivo de leguminosas fora da atmosfera comum da terra.